# Taraxacum obliquum
Taraxacum obliquum là một loài thực vật có hoa trong họ Cúc. Loài này được Dahlst. miêu tả khoa học đầu tiên.